# Rivière Albany
Pour les articles homonymes, voir Albany.
La rivière Albany est un cours d'eau qui coule dans la province de l'Ontario, au Canada.

## Toponymie
La rivière Albany est nommée en l'honneur de Jacques, duc d'York et duc d'Albany, qui deviendra roi d'Angleterre.

## Géographie

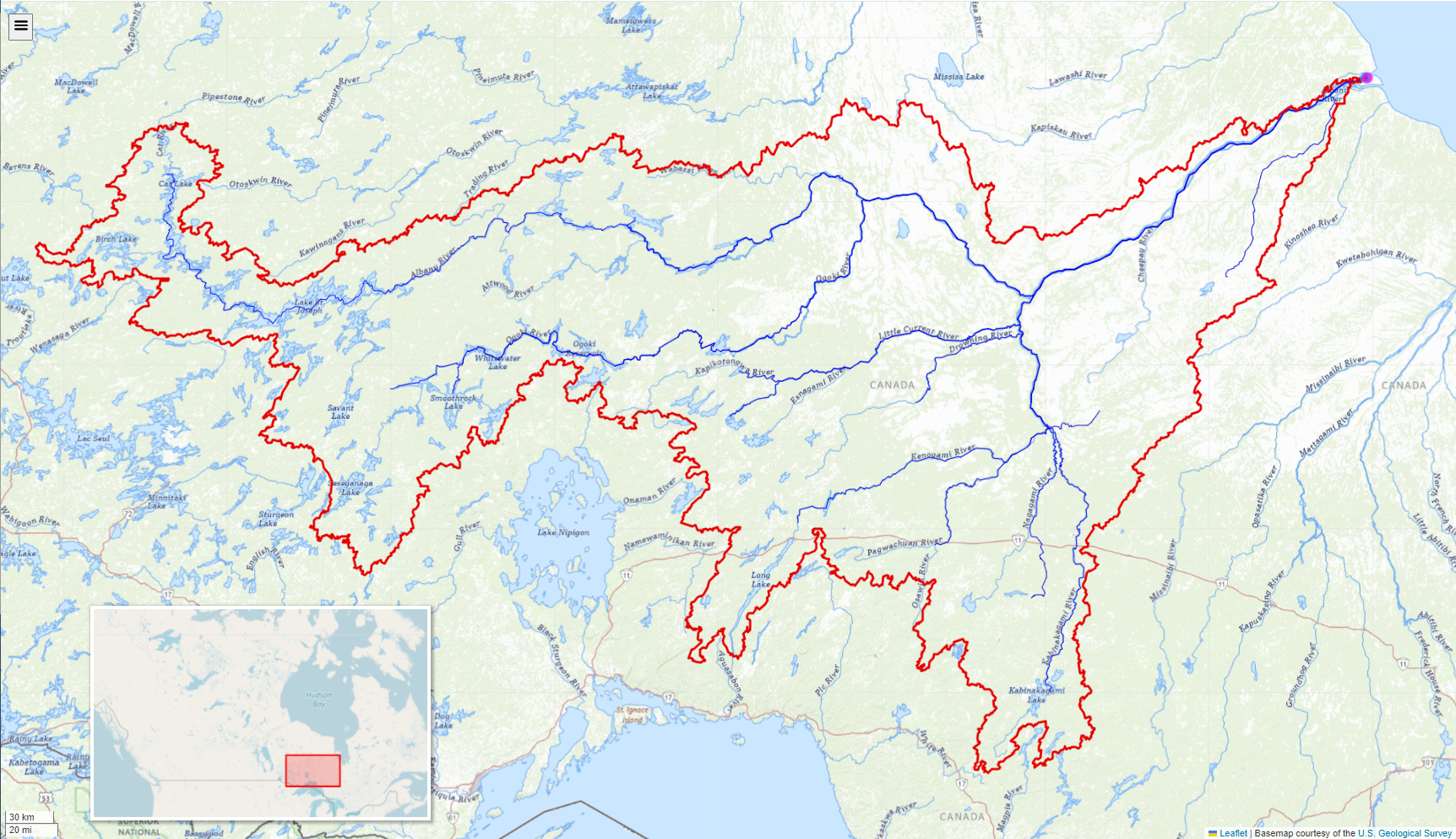
Bassin de la rivière Albany

La rivière Albany traverse une zone de forêt boréale en amont et des marécages et tourbières en aval. Ses principaux affluent sont la rivière Kénogami et la rivière Ogoki.

## Histoire

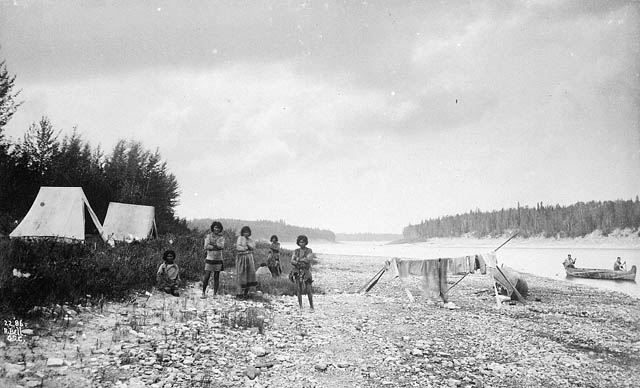
Un camp des Premières Nations aux abords de la rivière en 1886

Fort Albany, poste de traite de la Compagnie de la Baie d'Hudson, a été fondé en 1684 à l'embouchure de cette rivière. Les Amérindiens se servaient de la rivière afin de livrer leurs fourrures.
À partir du XVIIIe siècle, la compagnie l'utilisa comme voie de transport maritime entre ses postes à l'intérieur de terres et Fort Albany. La rivière peu profonde en amont n'était toutefois accessible qu'à des embarcations de moins de 2 tonnes. De plus, cette zone était coupée en 22 zones de portage. Ce n'est que dans la partie située en aval que les navires pouvaient transporter jusqu'à environ 12 tonnes. Le voyage entre le lac Saint-Joseph et Fort Albany (900 km) prenait environ un mois et demandait fréquemment aux voyageurs de haler leurs embarcations à bras.

## Hydrographie

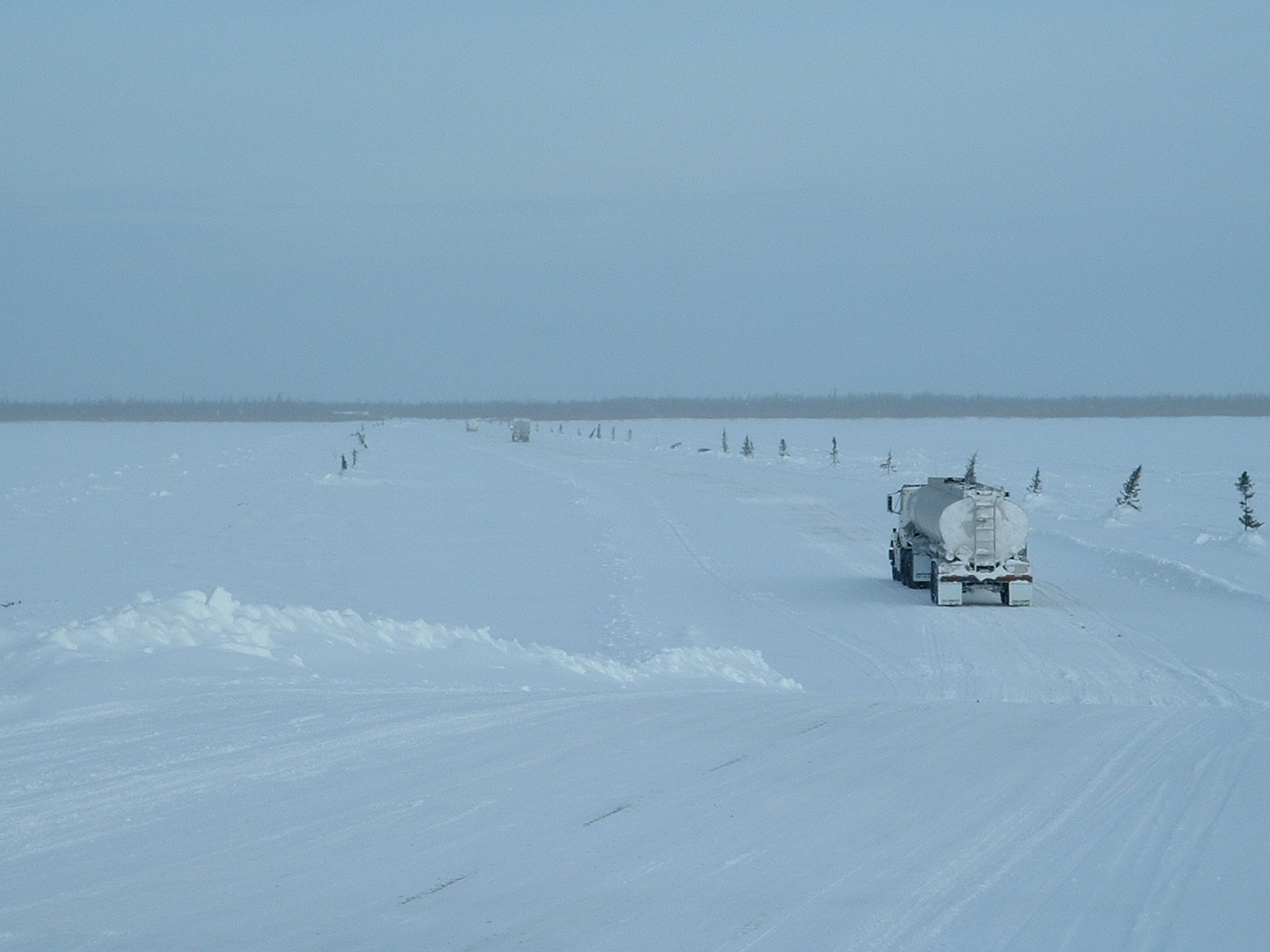
Véhicules qui traversent la rivière Albany, sur la route d'hiver allant de Moosonee à Attawapiskat au Nord de l'Ontario, Canada. Le bord de la route est marqué par de petits arbres. Les véhicules lourds doivent maintenir un espacement large et une vitesse lente.

Une partie des eaux du bassin versant de la rivière Albany est détournée pour alimenter le lac Seul, dès sa sortie comme émissaire du lac Saint-Joseph.
Une partie du cours de la rivière Ogoki fut détournée vers le lac Nipigon afin d'augmenter le potentiel électrique de la rivière du même nom.

## Activités
Bien qu'il n'y ait pas d'aménagements touristiques pour cette rivière, le canotage et le camping sauvage y sont conseillés.